# ドクサ湖
ドクサ湖（希: Λίμνη Δόξα, 英: Lake Doxa）は、ギリシャのペロポネソス半島のコリンティア県西部にある人工湖である。

## 概要
湖はアロアニア山の東南のふもと、自治体単位フェネオスの村アルカイア・フェネオス（Αρχαία Φενεός, Archaia Feneos）の近隣、標高900メートルに位置している。 人工湖の建設は1990年代後半に完了した。 湖水はフェネオスの平野に注ぐ小さな川ドクサ（Δόξα）によって供給され、排水される。湖水の表面積は一定ではなく、季節によって変化する。冬は表面積は7,700エーカーに達するが、夏の間は3,500エーカーに留まり、干ばつの年は完全に枯渇することもある。湖の周囲は松林に囲まれている。湖の中心には小さく細長い半島が突き出ており、小さなアギオス・ファノリオス教会（Agios Fanourios church）が立っている。この教会はかつてはフェネオスの聖ゲオルギオス修道院だったが、現在は湖の北の高台に移転している。湖は同じくアロアニア山の北東のふもとにあるツィヴロウ湖とともにペロポネソス半島の美しい湖の1つとして知られる。

## ギャラリー

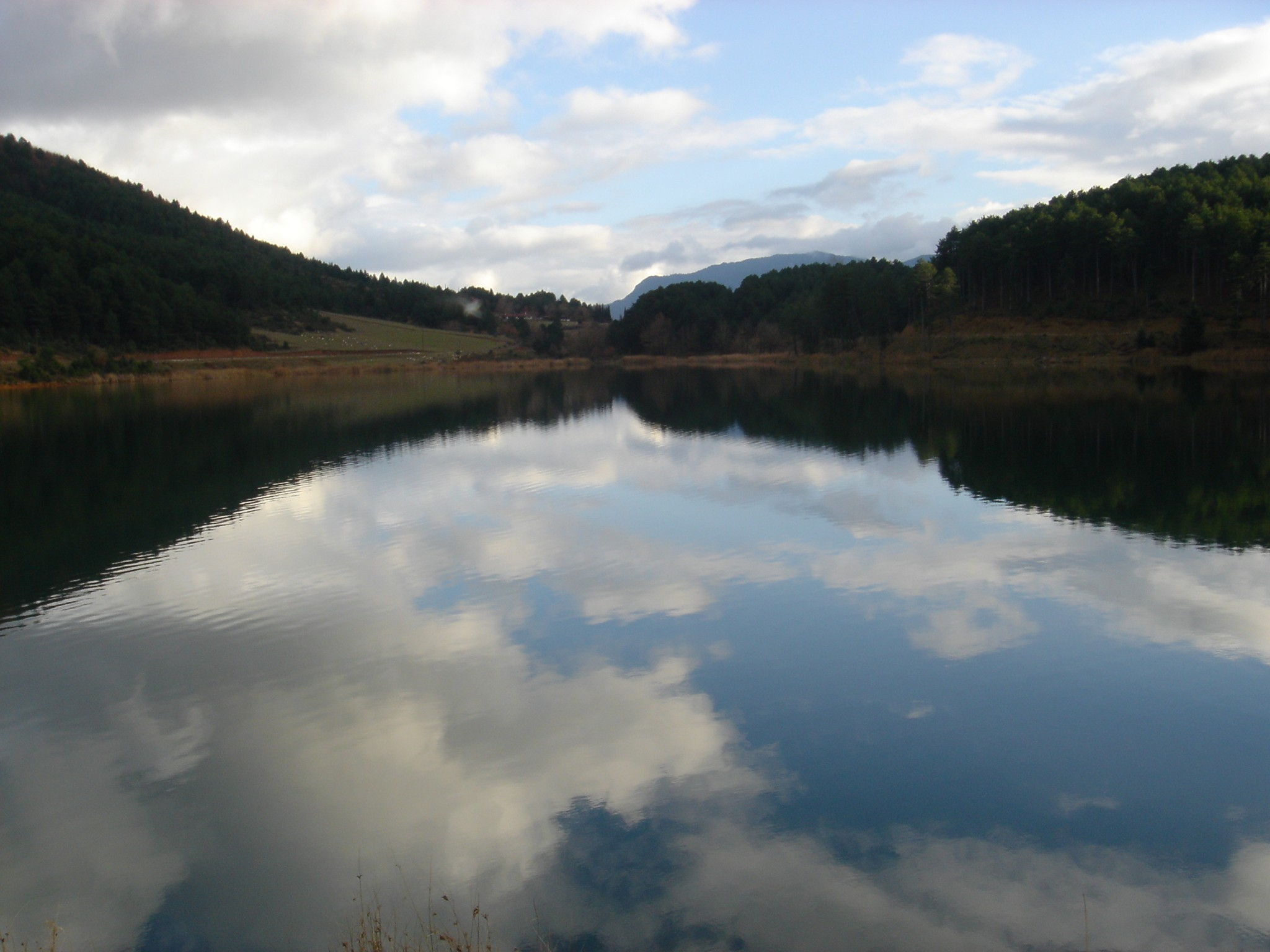
ドクサ湖
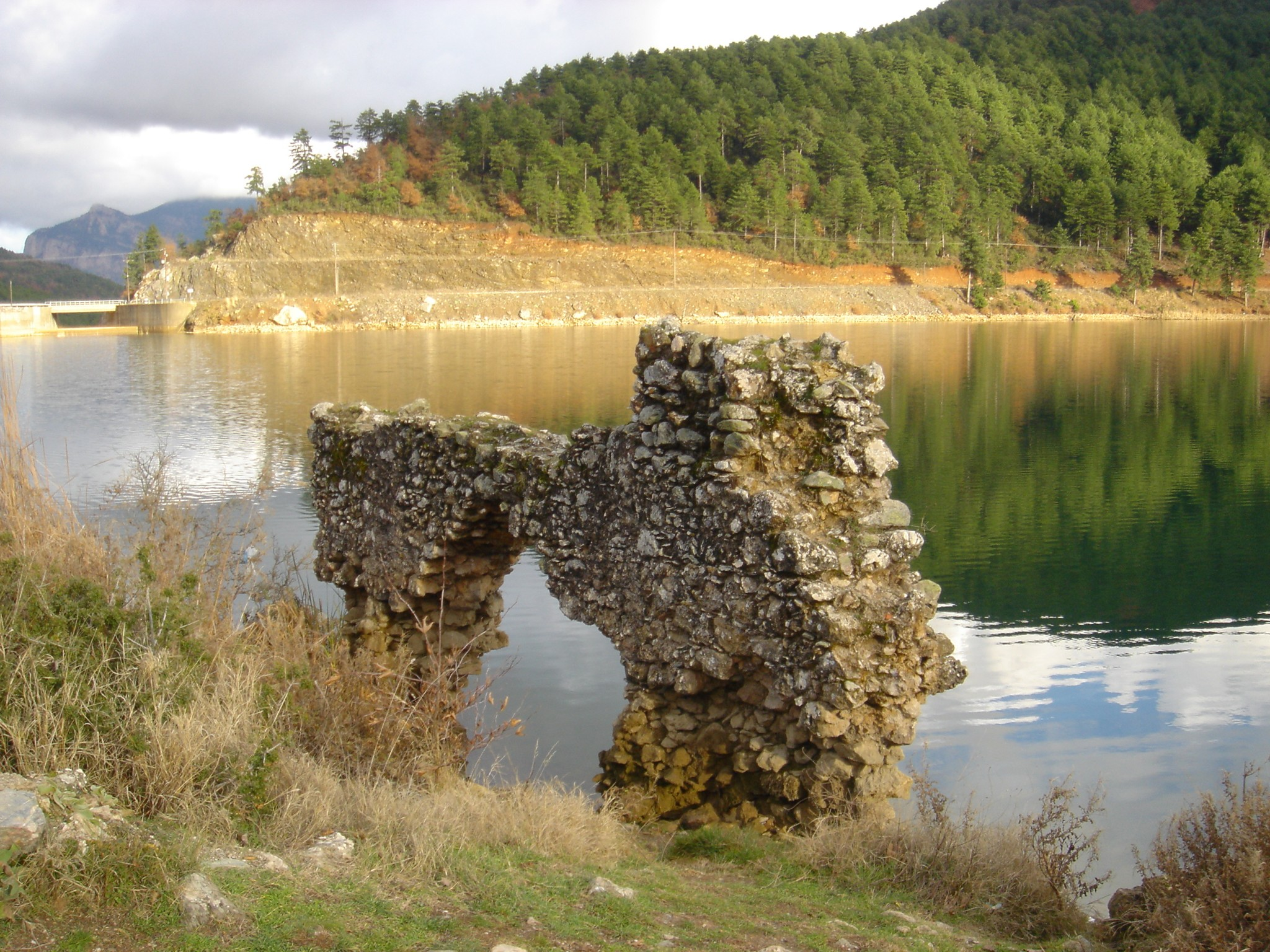
ドクサ湖
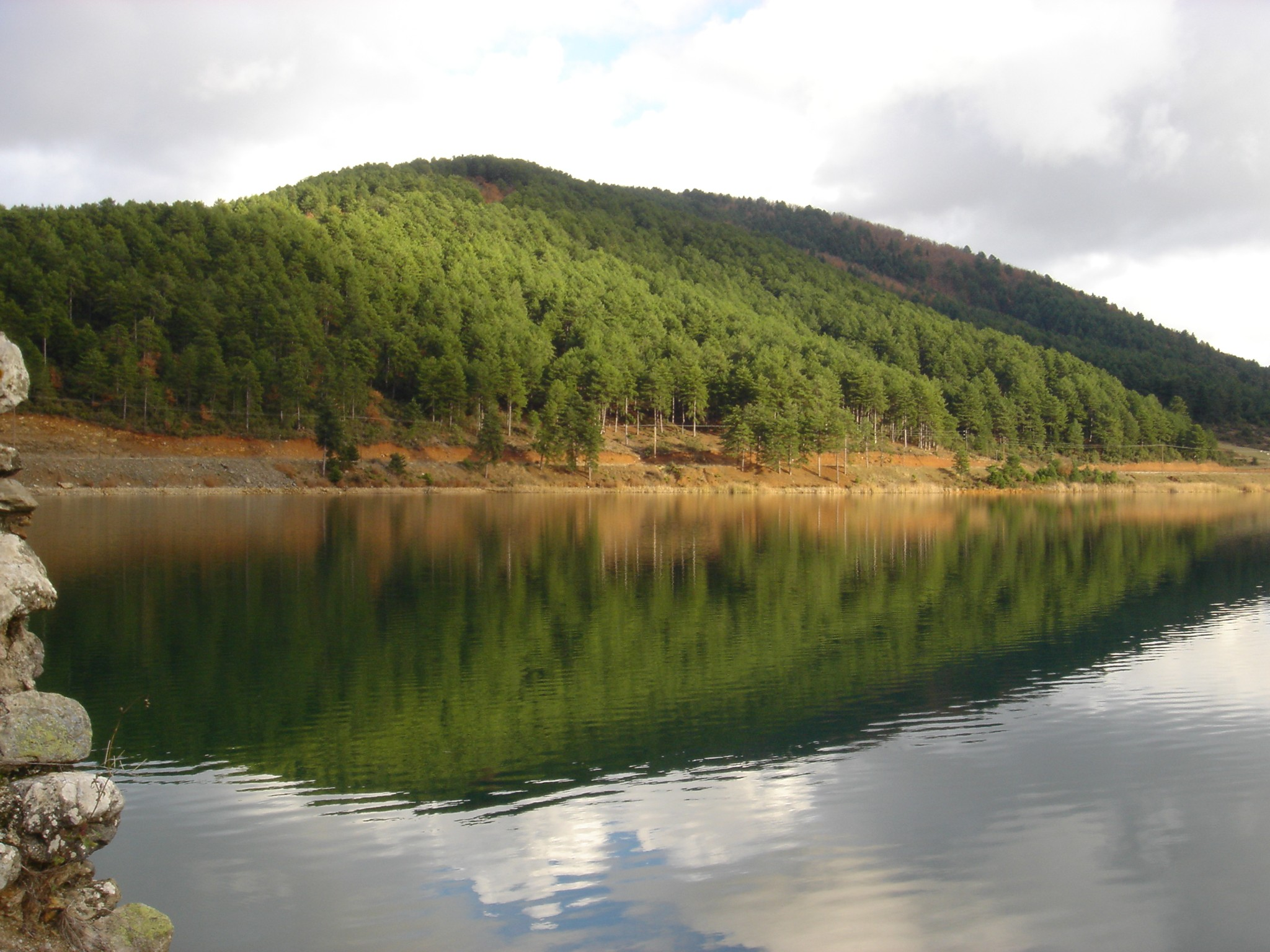
ドクサ湖
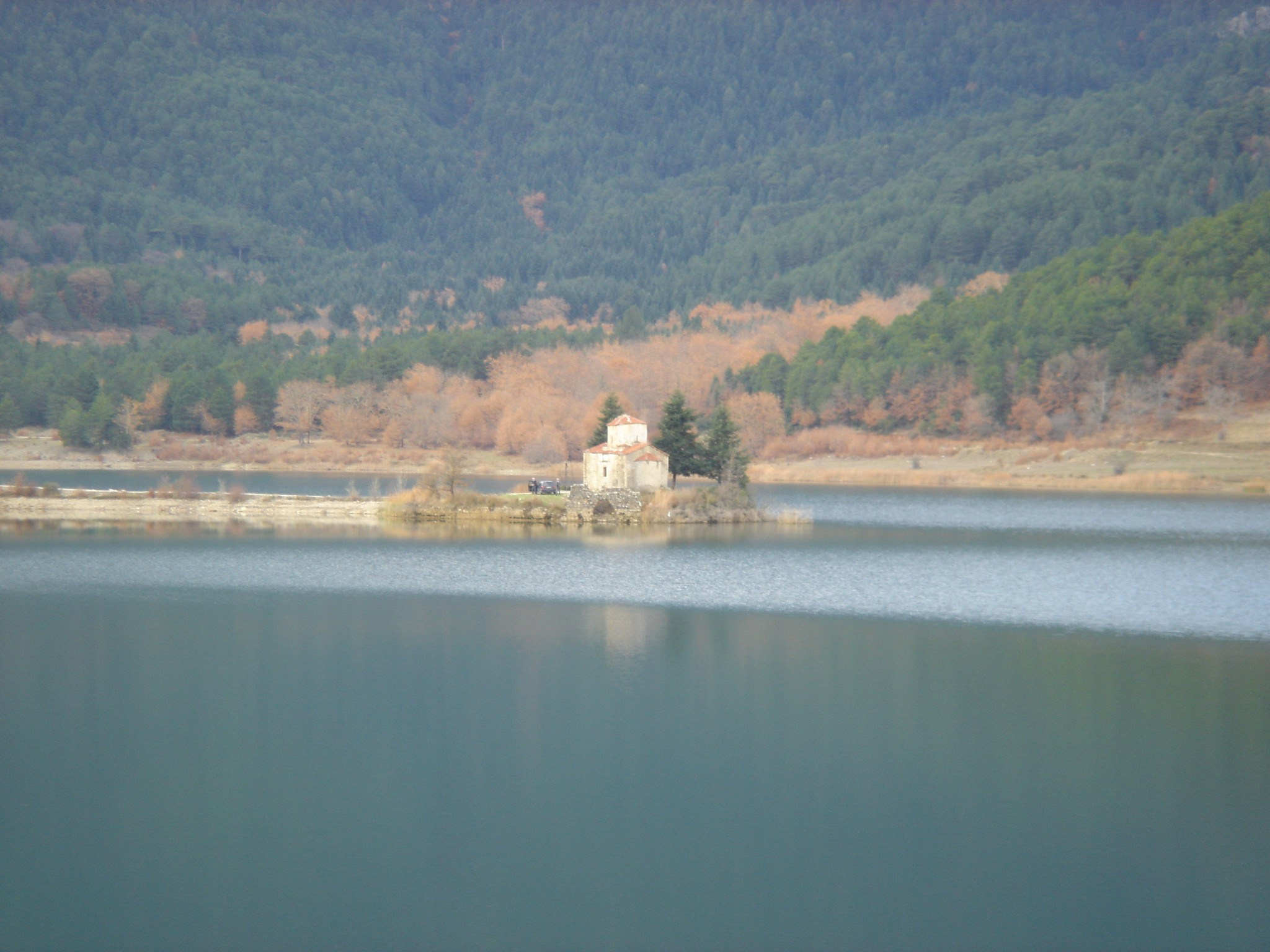
アギオス・ファノリオス教会
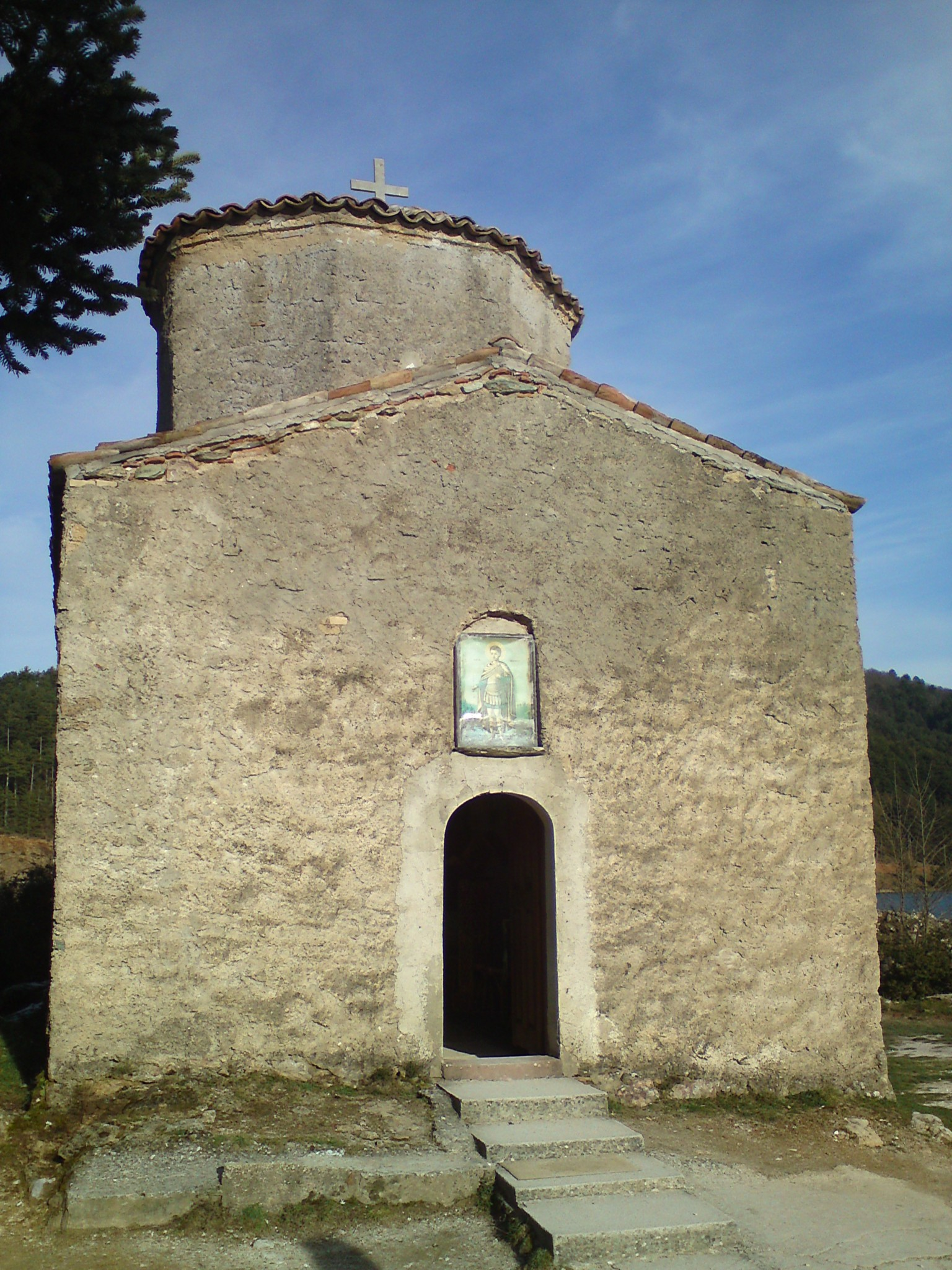
アギオス・ファノリオス教会
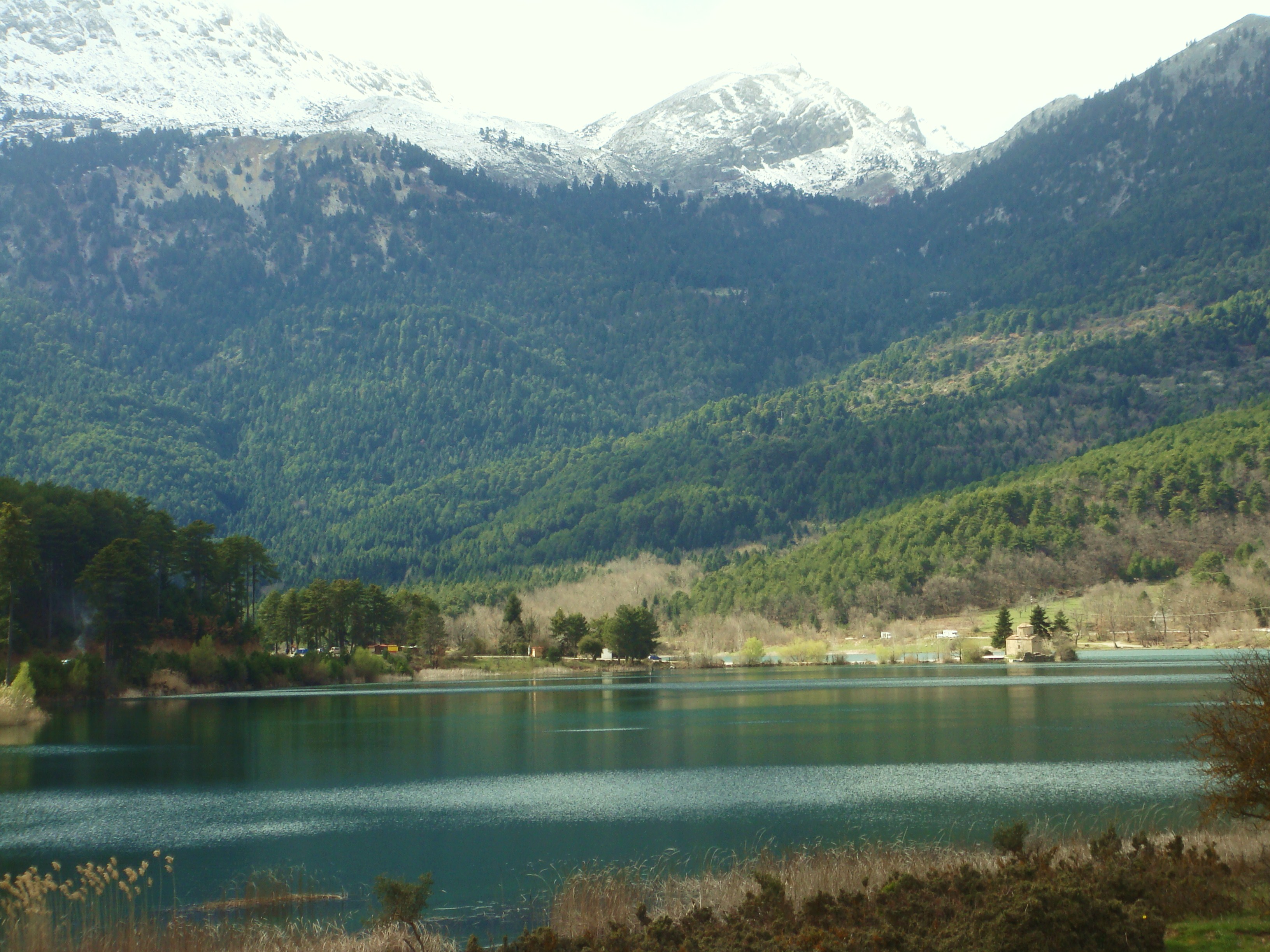
ドクサ湖
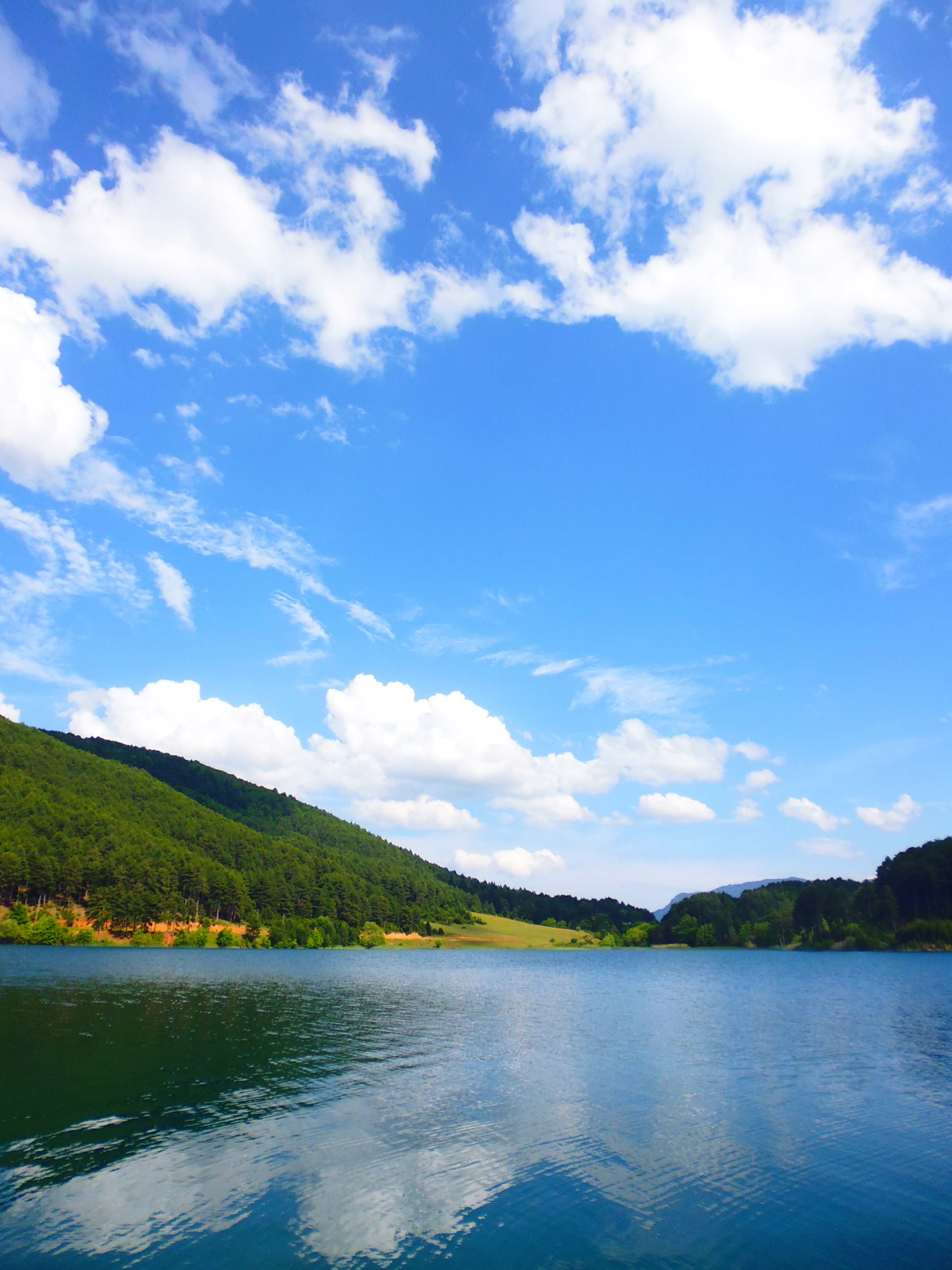
ドクサ湖
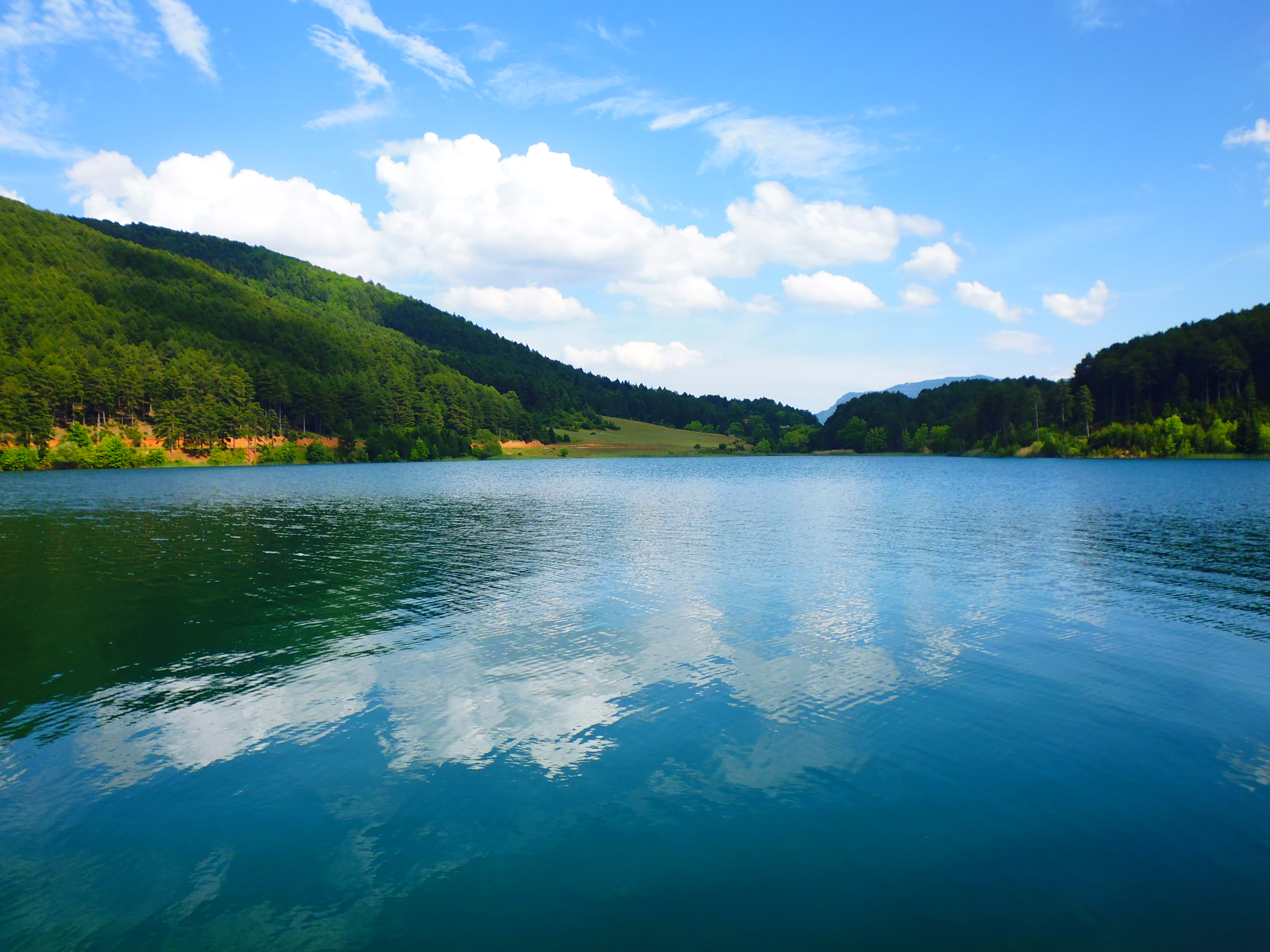
ドクサ湖